# Louis Nicolas Hyacinthe Chérin
Pour les articles homonymes, voir Chérin.
Louis Nicolas Hyacinthe Chérin, né le 21 octobre 1762 à Paris et mort le 8 juin 1799 à Aarau (Suisse), est un feudiste français sous l'Ancien Régime, puis devient un général de division de la Révolution française.

## Biographie

### Officier royal
Louis Nicolas Hyacinthe Chérin est le fils de Bernard Chérin (1718-1785), généalogiste des ordres du roi, et de Marie Charlotte Guignon qui s'étaient mariés le 21 septembre 1760. Bernard Chérin a été le premier commis du cabinet des ordres du roi d'abord sous Nicolas-Pascal Clairambault, en 1743, puis sous Jean-Nicolas Beaujon, en 1758, avant de lui succéder après sa démission, en 1772. Louis Chéron entre comme commis à 16 ans. Il succède à son père dans toutes ses charges, le 15 avril 1787, et est donc le dernier généalogiste des Ordres du roi, jusqu'à la disparition de cette charge avec la fin des Honneurs de la Cour le 4 juin 1790. Il est en outre nommé conseiller à la Cour des aides le 8 février 1788.
D'après certains, « Chérin fils, moins bon généalogiste que son père, ne se montra pas toujours aussi sévère que celui-ci dans la vérification des preuves qui lui étaient soumises. ». François Bluche écrit à son sujet : « Nicolas Chérin est certainement le moins habile de la série qu'il clôt . Entré fort jeune en charge, plein d'une extrême assurance, Chérin fils semble ignorer qu'il a moins de mérite que de chance... Il tranche . Tantôt il donne aux Chaponay-Morancé une origine chevaleresque que les généalogistes les plus sérieux leur ont refusée...».

Il a publié : La noblesse, considérée sous ses divers rapports... (1788), et Abrégé chronologique d'édits, déclarations, règlements... concernant le fait de noblesse (1788).
Le 1er avril 1788, il épouse Antoinette Bonne Olympe Dacier (1770-1838), fille de Bon Joseph Dacier et Marie Marguerite Olympe Fediere, dont il n'a pas de postérité. Bien placé pour apprécier les abus auxquels donnaient lieu les privilèges nobiliaires, Chérin se rallie à la Révolution dès son début, bien que ses fonctions se trouvent supprimées, ce qu'il approuve d'ailleurs dans ses Considérations sur le décret de l'Assemblée Nationale relatif à la noblesse héréditaire 1792.

### Général de la Révolution française
Retiré à Montmorency, il y entend l'appel de la patrie en danger et obtient une sous-lieutenance au Royal-Auvergne à l'armée du Nord le 7 mai 1792 ; il se bat à Menin, Courtrai, Tirlemont, Anvers et Neerwinden. Il est promu adjudant général le 25 octobre 1792, tente de s'opposer à la trahison de Dumouriez, qui le fait arrêter, s'évade et rejoint les représentants en mission de la Convention à Valenciennes (3 et 4 avril 1793). Chargé par ceux-ci d'une mission auprès du prince de Cobourg le 13 avril, il rend compte lui-même de son entrevue au Comité de salut public.
Adjudant-général chef de brigade le 15 mai, attaché à l’état-major de Dampierre et chargé des "affaires secrètes" de l'armée, il organise son service méthodiquement, déploie une activité infatigable, payant de sa personne par des reconnaissances hardies chez l'ennemi. Cependant, comme tant d'autres, il est suspect par ses antécédents : il est destitué le 31 juillet 1793 et passe treize mois dans les prisons de Cambrai et d'Amiens.
Libéré le 29 août 1794, Chérin est sous-chef d'état-major de Hoche en décembre suivant, puis chef par intérim en février 1795. Il prend une large part à l'élaboration des plans de campagne contre les Chouans et à la politique du général en chef, dont il devient l'ami intime et le fidèle conseiller. Promu général de brigade et chef d'état-major général de l'armée des côtes de Brest le 13 juin 1795, il conduit 2 000 hommes au secours de la Convention lors de la crise de vendémiaire, mais s'arrête à Chartres car Bonaparte, avant lui, a réglé la question. En novembre 1795, il fait approuver par le Directoire un nouveau plan d'opérations des armées de l'Ouest, dont il est l'auteur. Après une mission d'inspection dans la région insurgée de Sancerre (avril 1796), Chérin participe avec Hoche à la vaine expédition contre l'Irlande (décembre 1796).
Hoche étant appelé au commandement de l'armée de Sambre-et-Meuse, son ami l'accompagne ; les deux hommes poursuivent d'une commune haine les officiers concussionnaires, mais se montrent humains avec les populations soumises outre-Rhin. Puis, c'est le coup d'État du 18 Fructidor : tandis que Bonaparte envoie à Paris Augereau, Hoche y envoie Chérin, nommé général de division et commandant de la garde du Directoire le 28 août 1797.

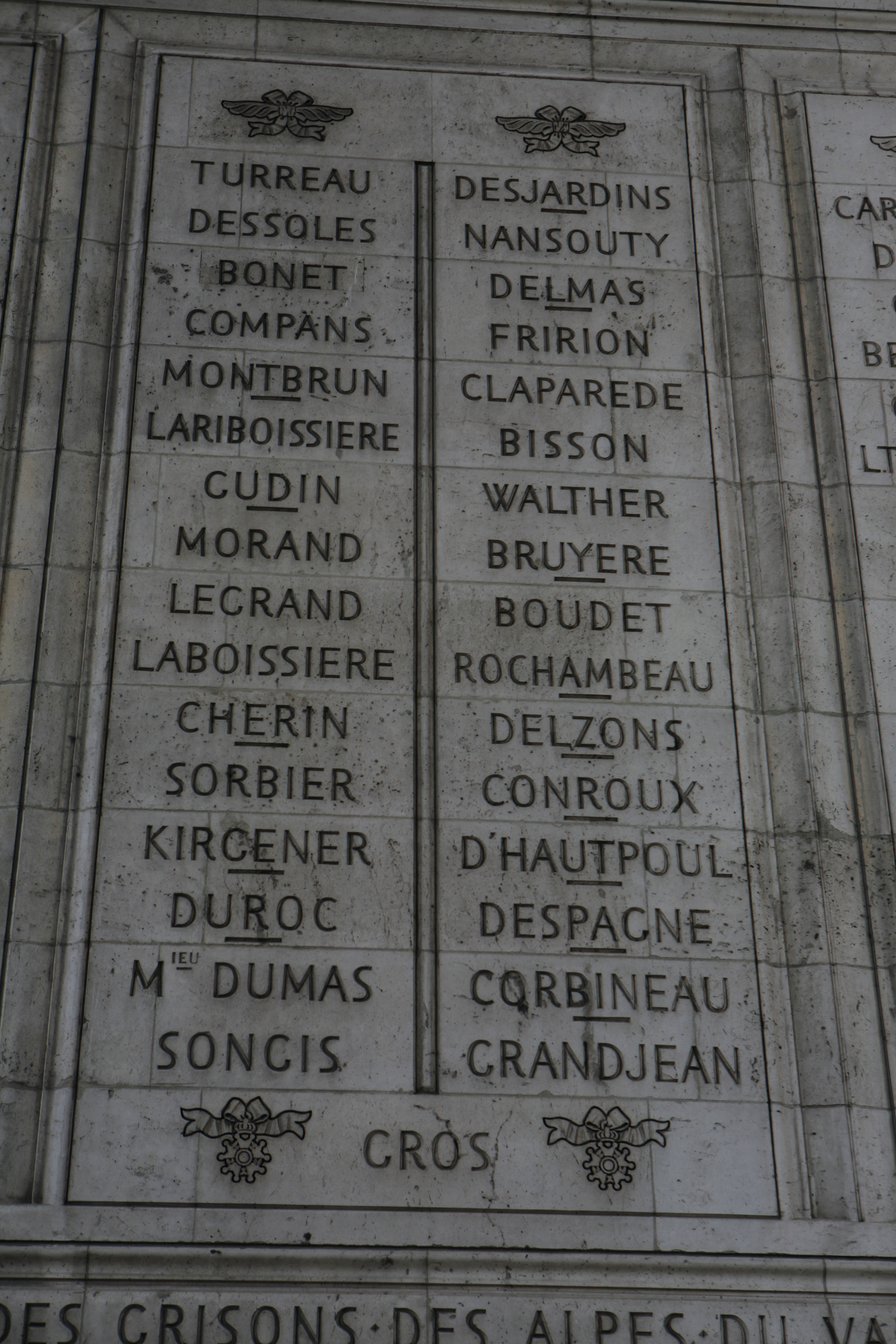
Noms gravés sous l'arc de triomphe de l'Étoile : pilier Est, 15e et 16e colonnes

Sa mission remplie, Chérin demande à retourner à l'armée, alors qu'il est question de le nommer ministre de la Guerre. Hoche étant mort prématurément, Chérin est pris comme chef d'état-major de l'armée d'Allemagne par Augereau le 14 octobre 1797, puis nommé commandant en chef d'une nouvelle expédition contre l'Irlande, mais Schérer en fait avorter les préparatifs. Chérin, découragé, démissionne le 22 août 1798, mais reprend du service avec Bernadotte, à l'armée d'observation le 1er février 1799. Le 19 avril 1799, il est nommé chef de l'état-major général des armées du Danube et d'Helvétie réunies sous Masséna, et le 3 juin, il reçoit une grave blessure au bas-ventre en chargeant à la tête d'un escadron devant Zurich. Transporté à Aarau, il y meurt le 8 juin 1799. Il est inhumé dans la citadelle d'Huningue, et un monument est érigé près de cette ville.
Le fort du petit Chaudanne, sur la place fortifiée de Besançon, porte son nom.